# سان بابلو
سان بابلو (بالإنجليزية: San Pablo, Laguna)‏ هي مدينة في الفلبين، تتبع لاغونا، بلغ عدد سكانها 266٬068  نسمة، في 15 أغسطس 2015، تبلغ مساحتها 197٫56 كيلومتر مربع، رمزها البريدي هو 4000.

## الموقع
تشترك في الحدود مع:
- Calauan [الإنجليزية]‏
- Dolores, Quezon [الإنجليزية]‏.

## مدن توأم
المدن التوأم:
- بوليغ بروك
- سان ماتيو، كاليفورنيا
- ماكاتي
- هانام.

## التقسيمات الإدارية
- VI-D, San Pablo [الإنجليزية]‏
- VII-B, San Pablo [الإنجليزية]‏
- VII-C ‏
- VII-D, San Pablo [الإنجليزية]‏
- Bagong Bayan, San Pablo [الإنجليزية]‏
- Concepcion, San Pablo [الإنجليزية]‏
- Del Remedio, San Pablo [الإنجليزية]‏
- Dolores ‏
- San Buenaventura ‏
- San Crispin ‏
- San Diego, San Pablo [الإنجليزية]‏
- San Francisco, San Pablo [الإنجليزية]‏
- San Isidro, San Pablo [الإنجليزية]‏
- San Jose, San Pablo, Laguna [الإنجليزية]‏
- San Lorenzo, San Pablo [الإنجليزية]‏
- San Lucas 1, San Pablo [الإنجليزية]‏
- San Lucas 2, San Pablo [الإنجليزية]‏
- San Mateo, San Pablo [الإنجليزية]‏
- San Pedro ‏
- Santa Catalina ‏
- Santa Isabel, San Pablo [الإنجليزية]‏
- Santa Veronica ‏
- Santo Angel, San Pablo [الإنجليزية]‏.

## أعلام
- جوجو دانسيل
- سانتياغو ألفاريز